# Тард (река)
Тард (фр. Tardes) је река у Француској. Дуга је 77 km. Улива се у Cher (река). 